# Riu Limia
El Limia (en gallec) o Lima (en portuguès) és un riu que discorre per Galícia i Portugal i desemboca a l'oceà Atlàntic a Viana do Castelo. Té una longitud de 108 km. Neix a 975 m d'altitud al mont Talariño, a la província d'Ourense. Atravessa el sud de Galícia passant per Xinzo de Limia i entra a Portugal, on passa per Ponte de Lima abans de desembocar a Viana do Castelo. Tot el seu curs, tant a Galícia com a Portugal, atravessa terrenys fèrtils.